# Paniri
Der Vulkan Paniri (auch: Panire) ist ein Schichtvulkan in der Región de Antofagasta in Chile. Er liegt 25 Kilometer südöstlich der Zwillingsvulkane San Pedro und San Pablo und 15 Kilometer nordwestlich des Cerro del León und hat eine Höhe von 5946 Metern. Der Paniri weist zwei Gipfel auf, - einen mit einer perfekten Spitze, und wenige hundert Meter nordwestlich einen Vulkankrater, der aber seit historischer Zeit inaktiv ist.
Der Name des Paniri entstammt einerseits der nordchilenischen Sprache der Atacameños, andererseits bezieht er sich auch auf die jüngere Geschichte der Atacamawüstenregion. Der junge Thomás Panire, geboren in der Nähe des Vulkangipfels, ist 1780 in die chilenische Geschichte als einer der wichtigsten Freiheitskämpfer um Túpac Amaru II eingegangen, einem Nachfahren des letzten Inka.